# 원혜준 유괴 살해 사건
원혜준 유괴 살해 사건(元惠準誘拐殺害事件)은 1987년 12월 3일 대한민국 서울특별시 강동구 삼전동(1988년 1월 1일 송파구로 분구)에서 원혜준(元惠準)양이 납치된 사건이다. 해를 넘긴 1월 15일 새벽 범인 함효식(咸孝植)이 검거된 후 그날 오후 시신이 홍천군에서 발견됐다. 범인은 수사본부가 꾸려진 서울강남경찰서에 의해 검거되어 검찰의 기소 후 사형이 집행되었다.